# Karen Cashman
Karen Cashman (n. 15 decembrie 1971, Plymouth, Massachusetts, SUA) este o sportivă ce a reprezentat Statele Unite ale Americii, medaliată olimpică. A participat la o ediție a Jocurilor Olimpice (1994) în care a câștigat o medalie de bronz.

## Participări
Lista de mai jos prezintă principalele competiții la care a participat Karen Cashman de-a lungul carierei.
- short track speed skating at the 1994 Winter Olympics – women's 3000 metre relay[*]